# 津田町 (大阪府)
津田町（つだちょう）は、大阪府北河内郡にあった町。現在の枚方市の東部、学研都市線の沿線にあたる。

## 地理
- 河川：船橋川、穂谷川

## 歴史
- 1940年（昭和15年）11月15日 - 津田村・氷室村・菅原村が合併して津田町が発足。
- 1955年（昭和30年）10月15日 - 枚方市に編入。同日津田町廃止。

## 交通

### 鉄道路線
- 日本国有鉄道（現・JR西日本）
  - 片町線
    - 津田駅 - 長尾駅

現在は旧村域に藤阪駅が所在するが、当時は未開業。

### 道路
- 主要地方道枚方水口線

※　現在は旧村域に第二京阪道路の枚方学研インターチェンジ・枚方東インターチェンジが所在するが、当時は未開通。